# Instytut Geografii Uniwersytetu Pomorskiego w Słupsku
Instytut Geografii Uniwersytetu Pomorskiego w Słupsku (IG UP w Słupsku) – jedna z 11 jednostek dydaktycznych Uniwersytetu Pomorskiego w Słupsku. 

## Kierunki kształcenia
Dostępne kierunki:
- Geografia (studia I i II stopnia)
- Ochrona środowiska (studia I stopnia)
- Turystyka i rekreacja (studia I stopnia)

## Poczet kierowników i dyrektorów
Zakład Geografii
1. dr Bernard Czerwiński (1969–1981)
2. dr Mieczysław Świekatowski (1981–1986)

Katedra Geografii
1. dr Mieczysław Świekatowski (1986–1988)
2. dr hab. Andrzej Ewert (1988–1993)

Instytut Geografii
1. dr hab. Wacław Florek(inne języki) (1993–1999)
2. dr hab. Ryszard Klimko(inne języki) (1999–2002)
3. dr hab. Eugeniusz Rydz(inne języki) (2002–2008)
4. dr hab. Wacław Florek(inne języki) (2008–2010)

Instytut Geografii i Studiów Regionalnych
1. dr hab. Wacław Florek(inne języki) (2010–2012)
2. dr hab. Adam Wojciechowski (2012–2016)
3. dr hab. Iwona Jażewicz (2016–2019)

Instytut Geografii Społeczno-Ekonomicznej i Turystyki
1. dr hab. Iwona Jażewicz (2019–2024)

Instytut Geografii
1. dr hab. Iwona Jażewicz (od 2024)

## Władze Instytutu
W kadencji 2024–2028:
| Stanowisko                                                                                           | Imię i nazwisko        |
| --- | ---------------------- |
| Dyrektor                                                                                             | dr hab. Iwona Jażewicz |
| Zastępca Dyrektora ds. Nauki (Dyscyplina: Geografia społeczno-ekonomiczna i gospodarka przestrzenna) | dr Anna Wiśniewska     |
| Zastępca Dyrektora ds. Nauki (Dyscyplina: Nauki o Ziemi i Środowisku)                                | dr hab. Tomasz Zapadka |
| Zastępca Dyrektora ds. Dydaktyki                                                                     | dr Gabriela Czapiewska |

## Struktura organizacyjna

### Katedra Geografii Społeczno-Ekonomicznej i Turystyki
Kierownik: dr Anna Wiśniewska
- Zakład Geografii Społeczno-Ekonomicznej i Gospodarki Przestrzennej
- Zakład Turystyki i Rekreacji

### Katedra Nauk o Ziemi i Środowisku
Kierownik: dr hab. Tomasz Zapadka
- Zakład Chemii i Toksykologii Środowiska
- Zakład Fizyki Środowiska
- Zakład Geoekologii